# مايكل بيثل
مايكل بيثل (بالإنجليزية: Michael Bethel)‏ (مواليد 21 أبريل 1990 في ناساو) لاعب كرة قدم بهامي دولي يجيد اللعب في خط الوسط . يلعب حاليا لصالح نادي جامعة تامبا الأمريكي منذ 2008 .

## روابط خارجية
- مايكل بيثل على موقع الاتحاد الدولي (مؤرشف)  (الإنجليزية)
- مايكل بيثل على موقع قاعدة بيانات كرة القدم.إي يو (الإنجليزية)
- مايكل بيثل على موقع ناشيونال فوتبول تيمز (الإنجليزية)